# Раев, Николай Павлович
Никола́й Па́влович Ра́ев (18 (30) октября 1855, Нижний Новгород — 26 февраля 1919, Армавир) — российский государственный и общественный деятель, преподаватель. Действительный статский советник (1896). Последний обер-прокурор Святейшего Синода в Российской империи (с 30 августа 1916 года — до падения монархии 2 марта 1917 года).

## Биография
Родился 18 октября 1855 года в семье священника Павла Раева. В 1861 году его отец принимает монашество с именем Палладий. В 1892—1898 годы он был митрополитом Санкт-Петербургским и Ладожским и первенствующим членом Святейшего Синода.
Окончил гимназию и в 1878 году специальные классы Лазаревского института восточных языков.
1 января 1879 года определён на службу в Московскую удельную контору с чином губернского секретаря.С сентября 1894 года служил при министре народного просвещения в качестве чиновника для особых поручений.
1 января 1896 года получил чин действительного статского советника. 12 октября 1905 года назначен членом Совета министра народного просвещения.
3 декабря 1905 году по его инициативе были учреждены частные Высшие женские курсы Н. П. Раева, которые официально именовались «Историко-литературные и юридические женские курсы». С 1906 года курсы именовались «Петербургский вольный женский университет». Превратил курсы в один из лучших частных женских вузов, подобрав выдающийся состав преподавателей; среди них — М. В. Бернацкий, В. Д. Кузьмин-Караваев, Н. О. Лосский, И. Х. Озеров, Л. И. Петражицкий, М. А. Рейснер, С. В. Рождественский, С. М. Середонин, П. Б. Струве, барон М. А. Таубе, С. Л. Франк. Для слушательниц иудейского вероисповедания добился права жительства в столице, а для всех выпускниц в 1913 года — равного с выпускниками университетов права на преподавание в старших классах женских гимназий. Н. П. Раев оставался директором Петербургского вольного женского университета до 30 августа 1916 года. Сам университет просуществовал до 1917 года.
7 августа 1916 года от должности обер-прокурора Святейшего Синода был уволен А. Н. Волжин (с назначением в Государственный совет), против которого была настроена императрица Александра Фёдоровна. Указом Правительствующему Сенату 30 августа того же года на этот пост был назначен Раев, который имел репутацию распутинца: поддерживал с Григорием Распутиным личные отношения и даже посещал его.
Протопресвитер армии и флота Георгий Шавельский в своих посмертно изданных воспоминаниях утверждал:

«Все три претендента на обер-прокурорское кресло были верными распутинцами. Ближе всех к митрополиту Питириму был Раев, ибо в своё время теперешний митрополит пользовался покровительством его отца, Петербургского митрополита Палладия (Раева), выдвинувшего Питирима, когда он был архимандритом, на пост ректора Петербургской Духовной семинарии. <…> В Синоде он держался очень просто, но „чрезвычайного“ ума у него заметно не было. Скорее и в уме у него сказывалась простота. По отношению к митрополиту Питириму новый обер-прокурор держался слишком почтительно, заискивающе».
Георгий Шавельский также отмечал, что Раев имел заурядный ум и не проявлял больших знаний. Кроме того внешность у нового обер-прокурора была весьма комичной: яркий, чёрного цвета парик, выкрашенные в такой же цвет усы и бородка, нарумяненные щёки и лакированные ботинки: «Он производил впечатление молодящегося старика неприличного тона», «в Синоде Раев был бесцветен, вне Синода <…> смешон».
С 1915 года владелец дома Фелейзена (1-я линия В.О., дом 28).
15 сентября 1916 года Высочайшим указом исполнять должность товарища обер-прокурора был назначен князь Н. Д. Жевахов, также имевший репутацию «распутинца» и друга митрополита Питирима Петроградского.
При Раеве произошёл скандал, связанный с рассмотрением двух бракоразводных дел супружеских пар (Барятинских и Безродновых). Существо обоих дел было одинаковым — взаимные обвинения супругов в прелюбодении. По обоим делам ранее Петроградская духовная консистория вынесла отказы. Но дела попали в Синод, который 23 сентября 1916 года решил расторгнуть оба брака, а обеим бывшим женам (как уличенным в прелюбодеянии) запретил вторично выходить замуж в течение определённого срока. Н. К. Безроднова и Л. Б. Барятинская подали жалобы на эти решения, обвинив Н. П. Раева в нарушении процедуры рассмотрения их дел.
27 февраля 1917 года, когда в Петрограде на сторону мятежников перешли войска столичного гарнизона, Раев, как и ранее товарищ обер-прокурора князь Жевахов, выступил с предложением к Синоду публично осудить революционное движение, но это предложение не нашло поддержки у иерархов-членов Синода.
После падения монархии в марте 1917 года, уволен от должности 3 марта. Был допрошен Чрезвычайной следственной комиссией Временного правительства, но не арестовывался.
При Временном правительстве начали рассматривать дела Безродновых и Барятинских, в результате чего было открыто следствие против бывшего обер-прокурора, но он уехал на Кавказ, а Октябрьская революция привела к ликвидации следственного органа Временного правительства.
Жил на Северном Кавказе при бывшем Петроградском митрополите Питириме (Окнове).

## Награды
- Орден Святой Анны 3-й степени (01.01.1888)
- Орден Святого Станислава 2-й степени (01.01.1894)
- Орден Святой Анны 2-й степени (30.12.1897)
- Орден Святого Владимира 3-й степени (01.01.1901)
- Орден Святого Станислава 1-й степени (01.01.1904)
- Орден Святой Анны 1-й степени (01.01.1908)
- Орден Святого Владимира 2-й степени (01.01.1915)
- Медаль «В память царствования императора Александра III» (1896)
- Медаль «В память коронации императора Николая II» (1896)
- Медаль «В память 300-летия царствования дома Романовых» (1913)